# キャント・ストップ
「キャント・ストップ」(Can’t stop)は、アメリカのロックバンド、レッド・ホット・チリ・ペッパーズの楽曲。

## 解説
8thアルバム『バイ・ザ・ウェイ』からの3rdシングル。ミュージックビデオの監督はマーク・ロマネク。エルヴィン・ヴルムの『1分間の彫刻』にインスパイアされたという。

## 収録曲
1. キャント・ストップ - Can’t stop (Flea Frusciante Kiedis Smith)
2. ライト・オン・タイム(ライブ) - Right on Time(live) (Flea Frusciante Kiedis Smith)
3. ナッシング・トゥ・ルーズ(ライブ) - Nothing to lose(live) (Flea Frusciante Kiedis Smith)